# Camopi (rivier)
De Camopi is een rivier in het binnenland van Frans-Guyana in de gemeente Camopi. De rivier heeft zijn bron in het Toemoek-Hoemakgebergte, en is een zijrivier van de Oiapoque. De Camopi is 244 kilometer lang.

## Loop
De Camopi heeft zijn bron in het Toemoek-Hoemakgebergte bij de grens met Brazilië die hier de zuidelijke waterscheiding vormt. Aan de westkant van het gebergte bevindt zich de bron van de Tampok die samenvloeit met de Lawa. Vanaf 1830 vestigden de inheemse Teko zich aan de rivier. In de jaren 1960 werd het volk en het naburige inheemse Wayampi-volk geconcentreerd in grotere dorpen waaronder Camopi. Het dorp is gelegen aan de samenvloeiing van de Camopirivier en de Oiapoque. De Oiapoque heeft zijn monding in de Atlantische Oceaan.

## Bedreigingen
Sinds het begin van de 21e eeuw is er sprake van een goldrush en trekken met name garimpeiro's naar de rivier. Het goudzoeken heeft geleid tot vervuiling van de rivier met kwik. Er is een regiment van het Frans Vreemdelingenlegioen geïnstalleerd ter bewaking van het gebied.

## Maufrais-affaire
In 1949 probeerde de journalist en ontdekkingsreiziger Raymond Maufrais (1926-1950) het oerwoud van Frans-Guyana te doorkruisen, en van Maripasoula aan de westgrens naar Camopi aan de oostgrens te reizen. Hij vertrok alleen met zijn hond Bobby. In het verlaten gehucht Claude aan de Camopirivier had hij zijn bezittingen achtergelaten en zijn hond opgegeten. Maufrais had geprobeerd het dorp Bienvenue, dat toen nog bewoond was, te bereiken, maar is daar nooit aangekomen. Een Teko-indiaan ontdekte zijn bezittingen en op 6 juli 1950 werd zijn verdwijning in een Surinaamse krant gemeld. Zijn vader Edgar Maufrais (1900-1974) heeft vele zoekpogingen ondernomen, maar zijn zoon is nooit gevonden. In de Franse pers werd het bekend als de Maufrais- affaire. Er zijn vele boeken en vier films over gemaakt.